# 2007 год в автомобилестроении
Список событий в автомобилестроении в 2007 году.

## События

### Январь
- 9 — Экипаж команды «КамАЗ-Мастер» стал победителем третьего этапа ралли «Дакар-2007».[1]
- 18 — Компания Honda отозвала автомобили Accord, причиной стал дефект датчиков положения передних кресел.[2]
- 19 — Продан самый старый Ford (Ford A) на аукционе.[3]
- Lada Samara с мотором объёмом 1,5 литра снята с производства.[4]
- В России перевозка детей разрешена в специальном кресле или должен быть пристегнут ремнями безопасности.[5]

### Февраль
- 1 — Объявлен состав команды Campos чемпионата GP2 на 2007 год. Место лидера отдано Джорджио Пантано (Giorgio Pantano), его партнёром будет российский пилот Виталий Петров.[6]
- 5 — Главу компании Hyundai Motor Co. Чона Мон Гу признали виновным в нецелевом использовании капитала и растрате более 100 миллионов долларов и приговорил к тюремному заключению сроком на 3 года.[7]
- 21 — Главу Nissan и Renault Карлоса Гона посвятили в рыцари.[8]
- 23 — Российский бизнесмен Николай Смоленский повторно купил производство спорткаров TVR.[9]

### Март
- 4 — В Великобритании разбили первый раз Bugatti Veyron.[10]
- 6 — В России вводится новая таможенная декларация, для ввоза автомобилей.[11]
  - На Bentley Continental GT установлен рекорд скорости на льду — 321,65 километра в час. Рекорд установил 4-кратный чемпион мира по ралли Юха Канккунен (Juha Kankkunen).[12]

### Апрель
- 2 — В России начата продажа хетчбэка гольф-класса Toyota Auris.[13]
  - Объявлено о прекращении производства Chrysler Crossfire.[14]
- 9 — Компания Volvo объявила об окончании продаж «заряженных» версий своих автомобилей с индексом «R».[15]
- 12-14 — Прошла автовыставка «Super Car & Bike 2007».[16]

### Май
- 2 — На заводе «Автомобили и моторы Урала» (АМУР), расположенном в городе Новоуральск Свердловской области, начата сборка китайских автомобилей (Geely и Zhongxing).[17]
- 15 — Концерн DaimlerChrysler продал американское подразделение — Chrysler Group — частной инвестиционной компании Cerberus Capital Management.[18]
- 17-19 — В Ярославле прошёл «Ярославский автосалон-2007».[19]

### Июнь
- 9-10 — В Сыктывкаре прошла специализированная выставка «Автосалон 2007».[20]
- Назначен новый шеф-дизайнер европейского подразделения концерна General Motors, им стал Филлип Зак.[21]

### Июль
- 11 — В Венесуэле начата сборка автомобилей марки Iran Khodro.[22]

### Август
- 3 — Стартовало Транссибирское ралли.[23]
- 20 — На должность шеф-дизайнера дизайн-бюро Cadillac был назначен Клэй Дин (Clay Dean).[24]

### Сентябрь
- 13—23 — Прошёл Франкфуртский автосалон.[25]

### Ноябрь
- 7 — Власти Северной территории в Австралии ограниченили скорости на загородных трассах. Теперь по магистралям, можно ездить не быстрее 130 километров в час.[26]
- 16 — Lada Priora — стала победителем в номинации «Отечественный автомобиль» ежегодной премии «Народная марка/Марка N1 в России».[27]
- 19 — автомобиль Fiat 500 был выбран Автомобилем 2008 года. Набрав 385 очков, он опередил Mazda 2, третье место занял Ford Mondeo[28].
- 21 — Принят проект закона «О такси в городе Москве».[29]
- 22 — Honda Fit 2008 года признан лучшим автомобилем в Японии
- 26 — Hyundai i30 CRDi назван «Автомобилем года» в Австралии.[30]
- 27 — На автозаводе Castle Bromwich в Англии сошёл первый серийный автомобиль Jaguar XF в кузове седан.[31]
- 29 — Открылся Автосалон в Лос-Анджелесе.[32]
- Toyota отзывает седаны премиум-класса по всему миру. Причина отзыва — потенциальная возможность образования трещин в бензопроводе.[33]
- Toyota создал самый большой автомобильный симулятор в мире.[34]

### Декабрь
- 21 — начался выпуск автомобилей Toyota Camry в посёлке Шушары около Санкт-Петербурга.[35]

## Представлены новые автомобили
- январь —
- февраль — SsangYong New Kyron, Honda Vamos Travel Dog[36]
- март — Mazda Tribute[37], Honda Small Hybrid Sports Concept[38]
- апрель — Alfa Romeo GT «Blackline» (937C), Buick Riviera Concept, Ford F-150 Foose Edition[39]
- май — Elfin Streamliner 50th Anniversary[40]
- июнь — Alfa Romeo 147 «Murphy & Nye» (937B)
- июль — Mazda Demio, Mazda Demio 13S, Mazda Demio Sport (DE5FS)
- август — Loremo L1[41]
- сентябрь —Daihatsu HSC Concept, Daihatsu Atrai Wagon
- октябрь —Mazda Taiki Concept, Daihatsu Mud Master-C Concept
- ноябрь — Hohenester HS650 Nardo[42], Volkswagen Passat R36[43], Alfa Romeo 147 «C’N’C CoSTUME NATIONAL» (937A),Alfa Romeo 147 «Ducati Corse» (937A)
- декабрь — Mazda Demio Chiara (DE3FS/DE3A), Daihatsu Mira Van (L275V/L285), Daihatsu Tanto, Daihatsu Tanto Custom

### Без даты
- Acura Advanced Sports Car Concept, Acura ARX-01a, Acura TL, Acura TL Type-S, Acura ARX-01b
- Aixam A721 Sport
- Alfa Romeo 147 «Collezione» 5-door (937B), Alfa Romeo 159 Sportwagon Ti (939B), Alfa Romeo 159 Ti (939A), Alfa Romeo 159 Ti AU-spec (939A), Alfa Romeo 159 Ti UK-spec (939A), Alfa Romeo 8C Competizione, Alfa Romeo Spider AU-spec (939E), Alfa Romeo Spider UK-spec (939E), Alfa Romeo 147 Q2 UK-spec (937A), Alfa Romeo GT AU-spec (937C), Alfa Romeo Spider Unica (939E)
- Ascari KZ-1R GT3
- Andros Trophy Electric Car
- Auto Futura CAV GT
- Beck LM 800[44]
- Bentley Continental GT Ice Speed Record Car by Makela Auto Tuning, Bentley Azure, Bentley Azure UK-spec, Bentley Azure US-spec, Bentley Arnage, Bentley Arnage R, Bentley Brooklands, Bentley Continental GT, Bentley Continental GT Speed, Bentley Continental GT UK-spec
- Brilliance BS4 (M2), Brilliance BC3 (M3)
- Blastolene Brothers B-702
- Buick Enclave, Buick Enclave Black Platinum Edition, Buick Enclave Uptown, Buick Enclave Urban CEO Edition, Buick LaCrosse, Buick Park Avenue CN-spec
- Cadillac Escalade Sport Concept, Cadillac CTS, Cadillac STS «Platinum», Cadillac SRX UK-spec, Cadillac XLR «Platinum», Cadillac BLS Wagon, Cadillac BLS ZA-spec, Cadillac SLS, Cadillac SRX ZA-spec, Cadillac DTS «Platinum», Cadillac STS
- Changfeng CS6 (CFA2032A)
- Chevrolet Beat Concept, Chevrolet Camaro Convertible Concept, Chevrolet Celta Rally Car, Chevrolet Colorado Crew Cab Z71 Plus Concept, Chevrolet Groove Concept, Chevrolet HHR Fall Limited Edition, Chevrolet HHR Premiere Edition, Chevrolet Optra «Diamond 16», Chevrolet Optra «Platinum», Chevrolet Optra5 «Diamond 16», Chevrolet Project X, Chevrolet Silverado 3500 HD Country Music Concept, Chevrolet Silverado Dale Earnhardt Jr. «Big Red» Concept, Chevrolet Silverado HD Z71 Crew Cab Concept, Chevrolet Silverado NASCAR Pace Truck, Chevrolet Silverado Rally Sport Concept, Chevrolet Silverado Roadside Assistance Concept, Chevrolet Silverado Trophy Truck, Chevrolet Silverado Z71 Plus Concept, Chevrolet Suburban HD Z71 (GMT900), Chevrolet Trax Concept, Chevrolet Volt Concept, Corvette Convertible Indy 500 Pace Car (C6), Corvette Coupe Victory Edition (C6), Corvette Z06 Ron Fellows Edition (C6), Chevrolet Lacetti WTCC, Chevrolet Meriva MX-spec, Chevrolet Omega (C), Chevrolet Equinox Fuel Cell, Chevrolet Lacetti ETCC, Chevrolet Vectra GT, Chevrolet Matiz (M250), Chevrolet Matiz EcoLogic (M250), Chevrolet Montana Combo, Chevrolet Optra TH-spec, Chevrolet Sail, Chevrolet Sail Station Wagon, Chevrolet Silverado 2500 HD Crew Cab, Chevrolet Silverado 2500 HD Extended Cab, Chevrolet Silverado 2500 HD Regular Cab, Chevrolet Silverado 2500 HD Z71 Crew Cab, Chevrolet Silverado 2500 HD Z71 Extended Cab, Chevrolet Silverado 3500 HD Crew Cab, Chevrolet Silverado 3500 HD W/Dump, Chevrolet Spark ZA-spec (M250), Chevrolet Captiva ZA-spec, Chevrolet HHR Panel, Chevrolet HHR SS, Chevrolet HHR Van, Chevrolet Malibu Hybrid, Chevrolet Malibu LT, Chevrolet Malibu LT, Chevrolet Avalanche Z71, Chevrolet Epica CN-spec (V250), Chevrolet Optra Advance, Chevrolet Silverado Crew Cab, Chevrolet Silverado Extended Cab, Chevrolet Silverado Regular Cab, Chevrolet Silverado Z71 Crew Cab, Chevrolet Suburban Z71 (GMT900), Chevrolet Tahoe Police (GMT900), Chevrolet Tahoe Z71 (GMT900), Chevrolet Astra GTC, Chevrolet Astra OPC 3-door, Chevrolet Astra OPC 5-door, Chevrolet Impala NASCAR Sprint Cup Series Race Car, Chevrolet Impala Police, Chevrolet Impala SS NASCAR Sprint Cup Series Race Car
- Chery Kimo (A1), Chery Riich II (S22)
- Citroën C3 Pluriel «Sundek», Citroën C-Cactus Concept, Citroën C1 «Pinko», Citroën C1 «Sport», Citroën C3 Pluriel «Kiwi» UK-spec, Citroën C5 Airscape Concept, Citroën Nemo Concetto, Citroën C4 WRC, Citroën C4 Picasso, Citroën C-Crosser, Citroën C-Crosser UK-spec, Citroën Jumpy Long, Citroën C4 Pallas, Citroën Xsara Picasso CN-spec
- Chrysler Nassau Concept, Chrysler PT Street Cruiser Pacific Coast Highway Edition, Chrysler PT Street Cruiser Pacific Coast Highway Edition UK-spec, Chrysler SR 392 Roadster, Chrysler Town & Country Black Jack, Chrysler Crossfire Roadster, Chrysler Sebring UK-spec (JS), Chrysler 300 (LX), Chrysler 300C (LX), Chrysler 300C BR-spec (LE), Chrysler 300C EU-spec (LE), Chrysler 300C SRT8 Touring UK-spec (LE), Chrysler 300C Touring (LE), Chrysler 300C Touring UK-spec (LE), Chrysler 300C UK-spec (LE), Chrysler Sebring AU-spec (JS), Chrysler Sebring EU-spec (JS), Chrysler Town & Country, Chrysler Sebring Convertible (JS), Chrysler Sebring Convertible EU-spec (JS)
- Dacia Logan MCV Edelweiss Prototype by Heuliez, Dacia Logan Pick-up, Dacia Logan Van
- Daihatsu Terios «100th Anniversary», Daihatsu Materia Styling Package UK-spec, Daihatsu Materia UK-spec, Daihatsu Materia ZA-spec, Daihatsu Cuore (L276), Daihatsu Gran Max Minibus, Daihatsu Gran Max Pickup, Daihatsu Gran Max Van, Daihatsu Mira Custom, Daihatsu Sirion, Daihatsu Sirion Sport, Daihatsu Terios Sport
- Donkervoort D8 270 RS
- DiMora JX Coupe
- DR5[45]
- DongFeng Yumsun (ZN6470), DongFeng Future M3, DongFeng Oting (ZN6461)
- EDAG LUV Concept[46]
- Elfin Streamliner MS8
- Farbio GTS
- Foton MP-X (BJ6526)
- Fudi Explorer II
- Lobini H1
- Mazda 3 «Tamura» (BK2), Mazda CX-7 Adrenaline Concept, Mazda CX-7 Cool Style Concept, Mazda Hakaze Concept, Mazda MX-5 «Icon» (NC1), Mazda MX-5 «ZSport» (NC1), Mazda MX-5 Roadster «Niseko» (NC1), Mazda Premacy «Cool Style» Concept, Mazda Premacy Hydrogen RE Prototype, Mazda Roadster Prestige Edition, Mazda RX-8 «Kuro», Mazda RX-8 «Rotary Engine 40th Anniversary», Mazda RX-8 Sport Pack, Mazda Ryuga Concept, Mazda Verisa Kikonashi Style, Mazda3 «Katano» (BK2), Mazda3 MPS Extreme Concept (BK), Mazda 6 Hatchback «Katano» (GG), Mazda 6 Hatchback «Kumano» (GG), Mazda 6 Hatchback «Tamura» (GG), Mazda 6 MPS Targa Tasmania (GG), Mazdaspeed Atenza Concept, Mazdaspeed Axela MS Concept, Mazdaspeed Demio Concept, Mazda AZ-Wagon Custom Style, Mazda CX-7 UK-spec (ER), Mazda CX-7 ZA-spec, Mazda CX-9 US-spec, Mazda 3 MPS Targa Tasmania, Mazda Atenza Sedan, Mazda Atenza Sport, Mazda Atenza Sport Wagon, Mazda Premacy, Mazda Premacy 20Z, Mazda Premacy Lift-up Passenger, Mazda 2 5-door (DE), Mazda 2 5-door AU-spec (DE), Mazda 2 5-door UK-spec (DE), Mazda 2 Dynamic (DE), Mazda 2 Genki (DE), Mazda 2 Sport 5-door (DE), Mazda 2 Sport 5-door UK-spec (DE), Mazda 2 ZA-spec (DE), Mazda 6 Hatchback (GH), Mazda 6 Hatchback AU-spec (GH), Mazda 6 Hatchback UK-spec (GH), Mazda 6 Sedan (GH), Mazda 6 Sedan AU-spec (GH), Mazda 6 Sedan ZA-spec (GH), Mazda 6 Wagon (GH), Mazda 6 Wagon AU-spec (GH), Mazda Tribute Hybrid, Mazda Familia Van GX
- SunRed SR21
- Univers Concept
- Technical Studio TS07
- TwinTech V
- Пегас Coupe S